# Neotestudina rosatii
Neotestudina rosatii är en svampart som beskrevs av Segretain & Destombes 1961. Neotestudina rosatii ingår i släktet Neotestudina och familjen Testudinaceae.   Inga underarter finns listade i Catalogue of Life.